# Alef-noll

Alef-noll.

Alef-noll, {\displaystyle \aleph _{0}}, är kardinaltalet för alla uppräkneligt oändliga mängder. Exempel på sådana mängder är de naturliga talen och heltalen.